# Aristobul de Calcis
Aristobul de Calcis o Aristobul Asmoneu (llatí: Aristobūlus, en grec antic: Ἀριστόβουλος, «Aristóboulos») va ser fill d'Herodes de Calcis, net d'Aristobul IV de Judea i besnét d'Herodes el Gran.
Se sap poc de la seva vida, a part del fet que va participar al costat de Corbuló a la guerra entre els romans i els parts dels anys 58-63 segons diu Tàcit, i l'any 72 va ser un dels protagonistes de la destitució d'Antíoc IV de Commagena. No sembla que s'unís a les forces de Vespasià quan es va declarar la Primera Guerra Judeo-romana. Estava casat amb Salomé, la filla d'Heròdies (la dansaire que va tenir a veure amb la mort de Joan el Baptista), amb la qual va tenir tres fills: Herodes, Agripa i Aristobul, dels quals no se sap res.
L'any 38 Calígula va donar el Bashan a Herodes Agripa, i va cedir el regne de Calcis al seu germà Herodes de Calcis l'any 41 a petició de Claudi. Herodes de Calcis, quan va morir l'any 48, va ser succeït pel seu fill Herodes Agripa el menor, però l'any 52 va ser deposat i el regne va passar a son cosí Aristobul per concessió de Neró.
L'any 54 l'emperador Neró va repartir el regne de l'Armènia Sofene, i la part nord (amb centre a Nicòpolis i Satala) el ca donar a Aristobul, per assegurar la zona contra els parts, i la resta de la Sofene a l'àrab Sohemos de la casa d'Osroene.
L'any 61 Neró va afegir als seus dominis una part d'Armènia (l'Armènia pròpia o Gran Armènia), donant la resta a Tigranes VI d'Armènia, cosa que es va fer efectiva realment l'any 62 o 63. La figura de Tigranes és confusa: un segon personatge amb el mateix nom de Tigranes, fill d'Alexandre (germà del primer Aristobul), i nebot d'aquest Aristobul devia regnar a continuació. El regne unificat d'Armènia Sofene o Petita Armènia va ser suprimit i annexionat en temps de Vespasià, després de l'any 71. L'any 73 apareix esmentat quan es va unir al procònsol de Síria, Gai Cesenni Pet en la Guerra contra Antíoc rei de Commagena.